# Buzău
Buzău je město v Rumunsku. Je centrem stejnojmenné župy v rumunském Valašsku. Žije zde 130 000 obyvatel.

## Historie
Stálé osídlení se na mapách v tomto místě objevuje počátkem 16. století pod názvem Boza (přesto písemné zmínky referují o Buzău již ve 14. století). V druhé polovině 16. století tu vzniká klášter, tržiště a kostel. V 19. století pak z téměř dvoutisícového města vzniká moderní dvacetitisícové, hlavně díky nastupujícímu průmyslu. Na začátku století dvacátého pak vnizkl Komunální palác, zdejší největší pamětihodnost, sloužící nyní jako radnice. V druhé polovině minulého století byly za socialistické vlády srovnány se zemí některé části starého města a nahrazeny panelovými sídlišti. Po roce 1989 byly demolice zastaveny a začalo se napak s výstavbou nové katedrály zasvěcené sv. Sávovi.